# 順特河

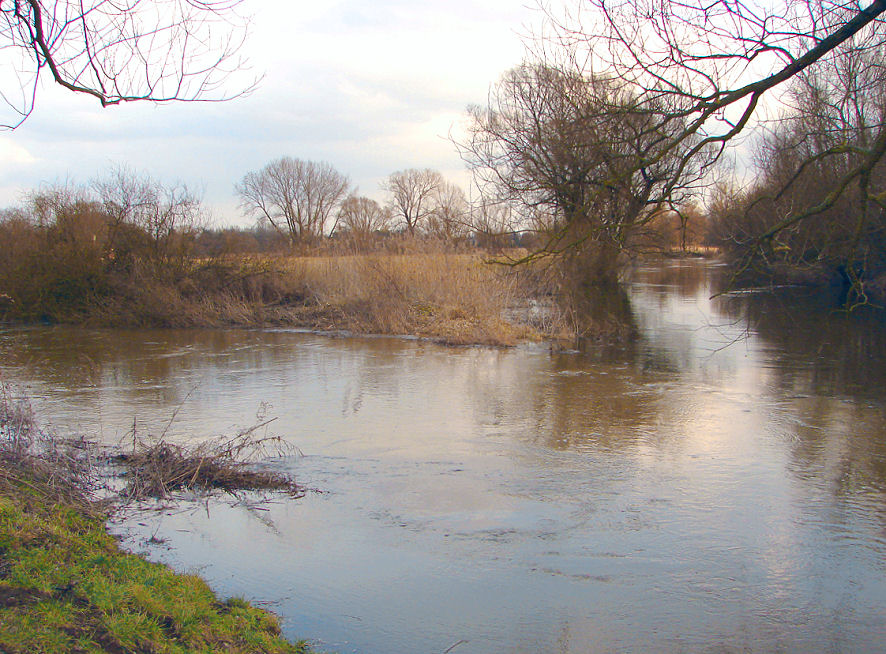

順特河是德國的河流，位於該國北部下薩克森州，屬於奧克河的右支流，河道全長57公里，流域面積603平方公里，發源自雷布克，流經敘普林根堡，河口處在施維爾佩爾。